# Museo Histórico de Cracovia
El Museo Histórico de la Ciudad de Cracovia (en polaco: Muzeum Historyczne Miasta Krakowa) es un museo fundado en 1899 en Cracovia, Pequeña Polonia y con estatus de institución independiente desde 1945.
Inicialmente formó parte de la Oficina de Registros Históricos de la localidad.
La entrada principal se encuentra en el Palacio Krzysztofory.

## Exposiciones
El museo incluye varias piezas que abarca desde el siglo XVI al XX: mapas históricos, pinturas, fotografías, objetos del gremio y otras obras creadas por artistas de la ciudad. También se incluye una colección de armas, relojes, belenes y artefactos varios relacionados con los alzamientos polacos durante la I y la II Guerra Mundial.
Desde 1999, se incluye bajo la jurisdicción del museo la barbacana, considerado un ejemplo de la defensa medieval en Polonia y cuyo interior es accesible a los turistas durante el verano.

## Divisiones
El museo está formado por catorce subdivisiones repartidas por Cracovia. En cada una se muestran exposiciones sobre la historia de la ciudad, la población judía, cultural, etc.:
- Edificio principal (palacio Krzysztofory)
- Torre del Ayuntamiento
- Fortaleza Barbacana
- Muralla Defensiva y Puerta de St. Florian
- Museo de Historia y Cultura de la Antigua Sinagoga
- Fábrica de Oskar Schindler
- Farmacia Pod Orłem
- Prisión de la Gestapo en ul. Pomorska
- Mansión Hipolit
- Mansión Bajo la Cruz
- Museo Nowa Huta
- Celestat
- Mansión Zwierzyniecki
- Túneles de Plaza del Mercado

## Historia del edificio principal
Entre 1640 y 1649 el palacio fue propiedad del mariscal de la corte de la Corona Adam Kazanowski, quien también encargó su construcción. El palacio lleva el nombre de San Krzysztof, el santo patrón de las viviendas medievales. Fue diseñado uniendo tres estrechas casas góticas. La primera gran renovación del palacio fue realizada por el arquitecto Jakub Solari en 1682-1684. Una de sus características únicas es el fino trabajo de estuco del arquitecto italiano Baldassare Fontana, que estaba trabajando en Cracovia en ese momento. Hacia finales del siglo XIX, la planta baja fue ocupada por un popular restaurante Pod Palmą fundado por Antoni Hawełka, proveedor de la corte imperial de Viena.
En la actualidad, el palacio alberga la rama principal del Museo Histórico de Cracovia, al que se le otorgó el estatus de institución independiente en 1945, después del final de la Segunda Guerra Mundial.